# Division 1 (Bélgica) 1967-68
La Primera División de Bélgica 1967/68 fue la 65.ª temporada de la máxima competición futbolística en Bélgica.

## Tabla de posiciones
| Pos | Equipo                         | PJ | PG | PE | PP | GF | GC | Pts | DG  | Notas                                                |
| --- | ------------------------------ | -- | -- | -- | -- | -- | -- | --- | --- | ---------------------------------------------------- |
| 1   | RSC Anderlechtois              | 30 | 20 | 6  | 4  | 67 | 24 | 46  | +43 | Clasificado a la Copa de Campeones de Europa 1968-69 |
| 2   | RFC Brugeois                   | 30 | 19 | 7  | 4  | 53 | 21 | 45  | +32 | Clasificado a la Recopa de Europa 1968-69            |
| 3   | Standard Club Liégeois         | 30 | 16 | 8  | 6  | 53 | 31 | 40  | +22 | Clasificado a la Copa de Ferias 1968-69              |
| 4   | KSV Waregem                    | 30 | 14 | 8  | 8  | 42 | 35 | 36  | +7  | Clasificado a la Copa de Ferias 1968-69              |
| 5   | K. Sint-Truidense V.V.         | 30 | 14 | 6  | 10 | 52 | 38 | 34  | +14 |                                                      |
| 6   | Beerschot                      | 30 | 11 | 7  | 12 | 42 | 38 | 29  | +4  | Clasificado a la Copa de Ferias 1968-69              |
| 7   | Lierse S.K.                    | 30 | 12 | 3  | 15 | 50 | 66 | 27  | -16 |                                                      |
| 8   | R. Charleroi S.C.              | 30 | 11 | 5  | 14 | 33 | 39 | 27  | -6  |                                                      |
| 9   | Daring Club Bruxelles          | 30 | 11 | 5  | 14 | 39 | 54 | 27  | -15 | Clasificado a la Copa de Ferias 1968-69              |
| 10  | RFC Liégeois                   | 30 | 10 | 7  | 13 | 32 | 41 | 27  | -9  |                                                      |
| 11  | Racing White                   | 30 | 9  | 9  | 12 | 41 | 44 | 27  | -3  |                                                      |
| 12  | Beringen FC                    | 30 | 11 | 4  | 15 | 42 | 50 | 26  | -8  |                                                      |
| 13  | K.S.K. Beveren                 | 30 | 9  | 7  | 14 | 30 | 42 | 25  | -12 |                                                      |
| 14  | KFC Malinois                   | 30 | 9  | 5  | 16 | 32 | 41 | 23  | -9  |                                                      |
| 15  | Royal Antwerp FC               | 30 | 6  | 9  | 15 | 23 | 42 | 21  | -19 | Descenso a la Segunda División de Bélgica            |
| 16  | R.O.C. de Charleroi-Marchienne | 30 | 8  | 4  | 18 | 29 | 54 | 20  | -25 | Descenso a la Segunda División de Bélgica            |

PJ = Partidos jugados; PG = Partidos ganados; PE = Partidos empatados; PP = Partidos perdidos; GF = Goles a favor; GC = Goles en contra; Pts = Puntos; DG = Diferencia de goles